# Woodside Township (Missouri)
Pour les articles homonymes, voir Woodside Township.
Woodside Township est un ancien township, situé dans le comté d'Oregon, dans le Missouri, aux États-Unis,.
Le township est baptisé en référence à J. N. Woodside, un pionnier.

### Source de la traduction
- (en) Cet article est partiellement ou en totalité issu de l’article de Wikipédia en anglais intitulé « Woodside Township, Oregon County, Missouri » (voir la liste des auteurs).